# Molophilus laterospinosus
Molophilus laterospinosus là một loài ruồi trong họ Limoniidae. Chúng phân bố ở vùng Tân nhiệt đới.